# Vadehavscentret
Vadehavscentret ved Vester Vedsted sydvest for Ribe er ejet af den selvejende institution "Fonden for Vadehavscentret". Centrets formål er at at øge kendskabet til og forståelsen for Vadehavet og marsken.
Der er cafe og udstillinger om natur, stormflod og kultur i marsken og Vadehavet.
Centrets naturvejledere arrangerer ture i området og til Mandø for skoler, foreninger, firmaer og private.
For folkeskolens ældste klasser og ungdomsuddannelserne tilrettelægges der et specielt program hvor undervisning og oplevelser kombineres.
Centrets støtteforening "Baglandet" arbejder for at udbrede kendskabet til Vadehavscentret og at støtte og inspirere til videreudvikling af Vadehavscentret og de aktiviteter, der foregår i og omkring centret.
Vadehavscentret modtog i 2017 prisen som Årets Byggeri i Danmark. Det ombyggede museum er tegnet af Dorte Mandrup, og blev til i samarbejde mellem Esbjerg Kommune, A.P. Møller Fonden, Arbejdsmarkedets Feriefond, Friluftsrådet, Louis Petersens Legat, Augustinus Fonden og Realdania.
Vadehavscentret er et af det statsstøttede videnspædagogiske aktivitetscentre.

## Besøgstal
2020: 70.691
2021: 64.121